# Andrzej Gołota
Andrzej Jan Gołota (Varsovia, Polonia, 5 de enero de 1968), más conocido como Andrew Golota, es un boxeador retirado polaco. Compitió en la categoría de peso pesado y consiguió la medalla de bronce en los Juegos Olímpicos de Seúl 1988.
A pesar de sus más de 40 victorias profesionales, Golota es especialmente conocido en la cultura popular por sus continuos golpes por debajo del cinturón, que le valieron dos descalificaciones ante Riddick Bowe en combates que irónicamente el propio Golota iba ganando. En noviembre de 2016, fue hecho miembro del Salón de la Fama de Illinois.

## Palmarés internacional
| Juegos Olímpicos | Juegos Olímpicos     | Juegos Olímpicos  | Juegos Olímpicos |
| Año              | Lugar                | Medalla           | Prueba           |
| ---------------- | -------------------- | ----------------- | ---------------- |
| 1988             | Seúl (Corea del Sur) | Medalla de bronce | Peso pesado      |